# Walter Schimana

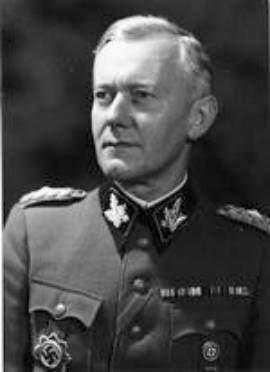
Walter Schimana

Walter Schimana (* 12. März 1898 in Troppau, Österreich-Ungarn als Walther Otto Schimana; † 12. September 1948 in Salzburg) war ein SS-Gruppenführer, Generalleutnant der Waffen-SS und Polizei sowie Höherer SS- und Polizeiführer (HSSPF) in Griechenland und Wien.

## Leben
Walther Otto Schimana war der Sohn des Herausgebers der Zeitung Alldeutsche Korrespondenz Anton Schimana (* 21. Aug 1868 in Chräntschowitz Nr. 6; † 11. Aug 1910 in Wien). Er ging 1915 nach dem Schulbesuch auf eine Kadettenschule in Prag. Am Ersten Weltkrieg nahm er noch in der Endphase von September 1918 bis Dezember 1918 als Soldat der k.u.k. Armee teil. Nach Kriegsende holte er die Matura nach und besuchte einen einjährigen Lehrgang an der Handelsschule in Wien. Zudem gehörte er mehreren Freikorps an und war u. a. an Kämpfen im Baltikum beteiligt. Seit 1921 war er in Deutschland wohnhaft und bestritt seinen Lebensunterhalt mit Anstellungen u. a. in einem Antiquariat und einer Bank. Im November 1923 nahm er am Hitlerputsch teil, wurde jedoch nicht Träger des sogenannten „Blutordens“. Er trat 1926 der SA und am 7. Dezember desselben Jahres der NSDAP bei (Mitgliedsnummer 49.042) und wurde 1932 als hauptamtlicher SA-Führer mit unterschiedlichen Funktionen betraut. Er heiratete 1926, aus der Ehe gingen vier (Walter, Winfried, Sigrun und Benno) Kinder hervor.
Im Rang eines Majors trat er 1935 in den Dienst der Ordnungspolizei ein. Nach dem Anschluss Österreichs im März 1938 war er am Aufbau der motorisierten Gendarmerie beteiligt. Zum 1. Juli 1939 wechselte er von der SA zur SS (SS-Nummer 337.753), in die er als Standartenführer übernommen wurde. Danach folgte ein Einsatz in der SS-Stammabteilung im Bezirk 11 bis Mitte Februar 1941. Außerdem war er ab 1940 Kommandeur der Gendarmerieschule Suhl, von November 1940 bis September 1941 der Gendarmerieschule Deggingen. Von Juli 1942 bis Oktober 1944 gehörte er zum persönlichen Stab des Reichsführers SS Heinrich Himmler.

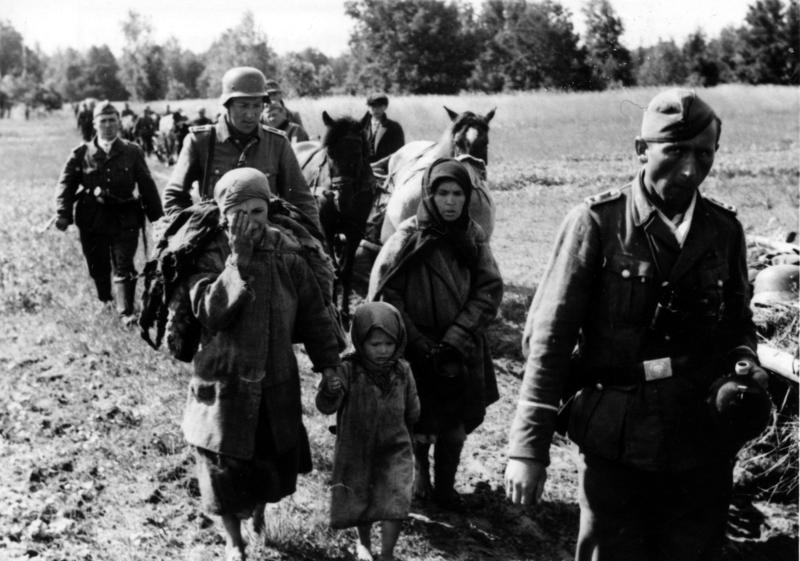
Einsatz der Kampfgruppe Schimana in der Sowjetunion; Soldaten / Ordnungspolizisten führen Zivilisten über ein Feld, Sommer 1943

Nach Beginn des Deutsch-Sowjetischen Krieges war er von September 1941 bis Ende November 1941 SSPF „Saratow“ und danach SSPF beim HSSPF Russland-Mitte bis Juli 1942 sowie von Januar bis Juli 1942 Kommandeur des Polizeiregiments Mitte. Dort war Schimana verantwortlich für die Zerstörung von 103 Dörfern und den Tod von 4018 Menschen. Schimana war in diesen Funktionen maßgeblich für die Ermordung tausender Partisanen und Zivilisten verantwortlich. Ab Juli 1942 war er SSPF Weißruthenien in Vertretung und zeitgleich Standortkommandeur der Waffen-SS in Minsk.
Nach Bombenanschlägen des französischen Widerstands auf Einrichtungen der deutschen Besatzungsmacht in Marseille kommandierte Reichsführer-SS Heinrich Himmler Anfang Januar 1943 den Chef der Ordnungspolizei Kurt Daluege sowie Schimana dorthin. Dem HSSPF Carl Oberg wurde Schimana als neuer Befehlshaber der Ordnungspolizei in Frankreich angekündigt. Die Abordnung Schimanas erfolgte aufgrund seiner „Erfahrungen“ im Partisanenkampf. Himmler verfolgte die Absicht, als Strafaktion Marseilles Untergrundviertel liquidieren zu lassen und von dort etwa 100.000 Menschen in Konzentrationslager zu verbringen. Der HSSPF Frankreich Carl Oberg setzte die Forderungen Himmlers dergestalt nicht um, sondern führte in Abstimmung mit französischen Sicherheitsbehörden Ende Januar 1943 eine Aktion in wesentlich geringerem Umfang durch: 20.000 Bewohner des Marseiller Hafenviertels wurden überprüft und mussten ihre Wohnungen verlassen. Schließlich wurden 6000 Menschen festgenommen, von denen mehr als 2200 in das Polizeilager Compiègne eingeliefert wurden. Von dort wurden 782 jüdische Häftlinge in das Vernichtungslager Sobibor deportiert und ermordet. Schimana kehrte im Frühjahr 1943 schließlich wieder an die Ostfront zurück.
Ab März 1943 war er Kommandeur der Kampfgruppe „Schimana“ und von Juli bis Mitte Oktober 1943 Kommandeur der SS-Freiwilligen-Division „Galizien“. Anschließend löste er den nur kurz in Griechenland eingesetzten HSSPF für Griechenland Jürgen Stroop ab und übernahm dessen Amt bis September 1944 mit Dienstsitz Athen. Als HSSPF war er der Vertreter Himmlers in Griechenland, war aber in die Militärverwaltung eingegliedert / dieser untergeordnet. Schimana war im Stab von  Militärbefehlshaber Wilhelm Speidel für die gesamte Exekutive zuständig, ihm unterstanden alle in der Region eingesetzten Kräfte der deutschen Sicherheitspolizei und des Sicherheitsdienstes der SS und zum Teil auch der Ordnungspolizei, aber auch der gesamte griechische Polizeiapparat. Er stellte gemeinsam mit der Kollaborationsregierung Rallis Sicherheitsbataillone auf, die auf Seite der deutschen Besatzung die politischen Gegner (Partisanen, Kommunisten) verfolgten und den griechischen Bürgerkrieg einleiteten. Er war auch für die Verwaltung und Organisation der eingerichteten Straf- und Internierungslager zuständig. In seiner Funktion als HSSPF war Schimana mitverantwortlich für die vom Reichssicherheitshauptamt/RSHA beauftragten und von Sicherheitspolizei und SD durchgeführte Erfassung, Terrorisierung und die Deportation griechischer Juden im Frühjahr 1944.
Vom 5. Oktober 1944 bis zum 8. Mai 1945 war Schimana HSSPF Donau mit Dienstsitz in Wien und leitete gleichzeitig den SS-Oberabschnitt Donau.
Nach Kriegsende wurde Schimana von den Alliierten verhaftet, konnte aus der Haft kurzzeitig entweichen, wurde wiederergriffen und beging im September 1948 Suizid in der Untersuchungshaft in Salzburg.

## Auszeichnungen
| Schimanas SS- und Polizeiränge | Schimanas SS- und Polizeiränge                                 |
| Datum                          | Rang                                                           |
| ------------------------------ | -------------------------------------------------------------- |
| August 1939                    | SS-Standartenführer                                            |
| November 1940                  | Oberstleutnant der Polizei                                     |
| Dezember 1941                  | Oberst der Polizei                                             |
| Januar 1942                    | SS-Oberführer                                                  |
| September 1942                 | SS-Brigadeführer und Generalmajor der Polizei                  |
| Juli 1943                      | SS-Brigadeführer und Generalmajor der Waffen-SS                |
| April 1944                     | SS-Gruppenführer und Generalleutnant der Waffen-SS und Polizei |

- Eisernes Kreuz I. und II. Klasse[13]
- Deutsches Kreuz in Gold[14] (1943)